# Louis Meintjes
Louis Meintjes (Pretoria, 21 febbraio 1992) è un ciclista su strada sudafricano che corre per il team Intermarché-Wanty. Professionista dal 2013, ha caratteristiche di scalatore.

## Carriera

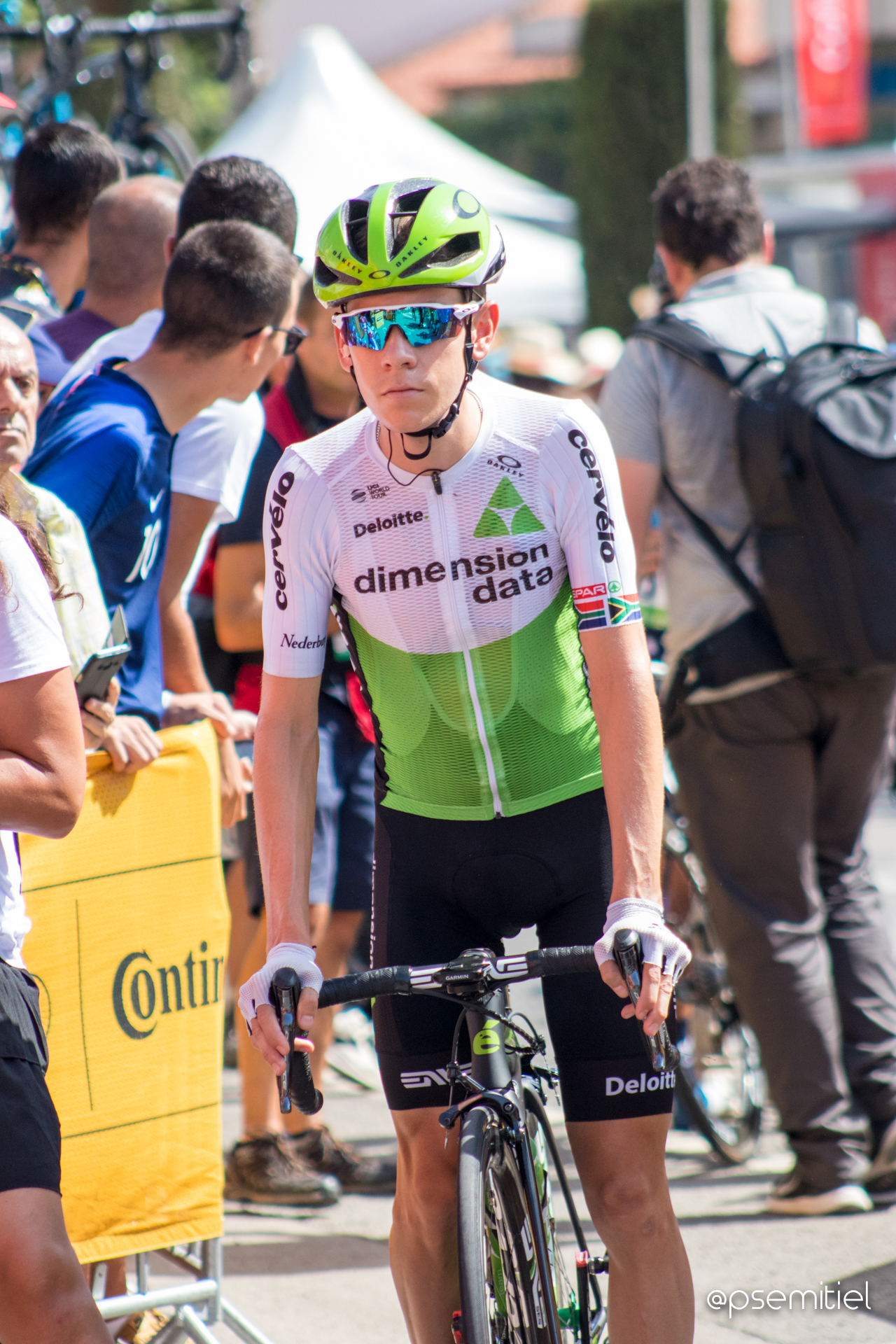
Louis Meintjes durante una tappa alla Vuelta a España 2018.

Nel 2013 passa professionista con la maglia della MTN Qhubeka; nello stesso anno si aggiudica la medaglia d'argento in linea nella categoria under-23 ai Campionati del mondo a Firenze. Nel 2014 diventa campione nazionale in linea. Nel 2015 diventa campione continentale in linea, si aggiudica la classifica generale della Settimana Internazionale di Coppi e Bartali e conclude la Vuelta a España al decimo posto.
Nel 2016 passa alla Lampre-Merida. Durante l'anno si classifica ottavo al Tour de France, secondo miglior giovane, e settimo nella prova in linea dei Giochi olimpici a Rio de Janeiro; eguaglia il piazzamento al Tour nell'edizione 2017 della Grande Boucle, classificandosi ancora ottavo e secondo nella graduatoria dei giovani. Nel 2018 torna alla MTN, nel frattempo divenuta Team Dimension Data.

## Palmarès
- 2010 (Juniores)

Campionati sudafricani, Prova in linea Juniors
Campionati sudafricani, Prova a cronometro Juniors
- 2011 (Crabbé-Performance-Voo, una vittoria)

3ª tappa Triptyque Ardennais
- 2012 (Lotto-Belisol U23, una vittoria)

Campionati sudafricani, Prova a cronometro Under-23
- 2013 (MTN-Qhubeka, tre vittorie)

Campionati sudafricani, Prova in linea Under-23
Campionati sudafricani, Prova a cronometro Under-23
3ª tappa Tour du Rwanda
- 2014 (MTN-Qhubeka, quattro vittorie)

Campionati sudafricani, Prova in linea
Campionati sudafricani, Prova in linea Under-23
Campionati sudafricani, Prova a cronometro Under-23
2ª tappa Mzansi Tour (Clarens > Golden Gate National Park)
- 2015 (MTN-Qhubeka, tre vittorie)

Campionati africani, Prova in linea
4ª tappa Settimana Internazionale di Coppi e Bartali (Pavullo nel Frignano > Roccapelago)
Classifica generale Settimana Internazionale di Coppi e Bartali
- 2022 (Intermarché-Wanty-Gobert Matériaux, due vittorie)

Giro dell'Appennino
9ª tappa Vuelta a España (Villaviciosa > Les Praeres)
- 2024 (Intermarché-Wanty, una vittoria)

4ª tappa Giro dei Paesi Baschi (Etxarri Aranatz > Legutio)

### Altri successi
- 2013 (MTN-Qhubeka)

5ª tappa Tour de Korea (Chungju, cronosquadre)
- 2014 (MTN-Qhubeka)

Classifica scalatori Mzansi Tour
Classifica giovani Mzansi Tour
Classifica giovani Giro del Trentino
- 2015 (MTN-Qhubeka)

Classifica scalatori Circuit Cycliste Sarthe-Pays de la Loire
Classifica giovani Tour of Oman
Classifica giovani Giro del Trentino
Classifica giovani Coppa Italia

## Piazzamenti

### Grandi Giri
- Giro d'Italia

2018: non partito (17ª tappa)
2020: 36º
2025: 18º
- Tour de France

2015: non partito (18ª tappa)
2016: 8º
2017: 8º
2021: 14º
2022: 7º
2023: ritirato (14ª tappa)
2024: 20º
- Vuelta a España

2014: 55º
2015: 10º
2016: 40º
2017: 12º
2018: 58º
2019: 51º
2021: ritirato (19ª tappa)
2022: 10º

### Classiche monumento
- Milano-Sanremo

2014: ritirato
- Liegi-Bastogne-Liegi

2014: 61º
2015: 11º
2016: 31º
2017: 48º
- Giro di Lombardia

2013: 52º
2019: 99º
2021: ritirato
2023: ritirato

### Competizioni mondiali
- Campionati del mondo

Offida 2010 - In linea Juniores: ritirato
Copenaghen 2011 - In linea Under-23: 98º
Copenaghen 2011 - Cronometro Under-23: 18º
Limburgo 2012 - In linea Under-23: 67º
Limburgo 2012 - Cronometro Under-23: 36º
Toscana 2013 - In linea Under-23: 2º
Toscana 2013 - Cronometro Under-23: 25º
Ponferrada 2014 - In linea Under-23: 28º
Ponferrada 2014 - Cronometro Under-23: 8º
Imola 2020 - In linea Elite: 78º
- Giochi olimpici

Rio de Janeiro 2016 - In linea: 7º